# Сычугов, Виктор Иванович
Виктор Иванович Сычугов (1837, Санкт-Петербург — 23 июня [5 июля] 1892, Варшава) — архитектор Российской империи, академик архитектуры.

## Биография
Художественное образование получил в Академии художеств, где занимался архитектурой под руководством К. А. Тона. Академию окончил с тремя серебряными и двумя золотыми медалями за архитектурные проекты: в 1861 году — малая серебряная за программу «Вокзал на водах» и большая серебряная за программу «Проект охотничьего замка для богатого вельможи»; в 1862 году — малая золотая за «проект здания Академии художеств в одном из приморских городов южного края России на 300 вольноприходящих учеников»; в 1863 году — большая золотая медаль; в 1864 году — малая серебряная за «перспективу с проекта церкви г. профессора А. И. Резанова». В 1864 году получил звание классного художника 1-й степени; в 1867 году — звание академика за «проект монастыря».
Член-корреспондент Петербургского общества архитекторов (с 1871 года). В 1869—1871 годах работал в Смоленске. С 1871 года он работал в Киеве, архитектором удельного ведомства. В 1882 году был оставлен за штатом. В 1885—1887 годах занимал должность губернского архитектора в Гродно. Затем служил на должности чиновника особых поручений при варшавском генерал-губернаторе. Статский советник.
Умер в Варшаве 23 июня (5 июля) 1892 года. Похоронен на Православном кладбище в Варшаве; его могила не сохранилась.

## Проекты и постройки

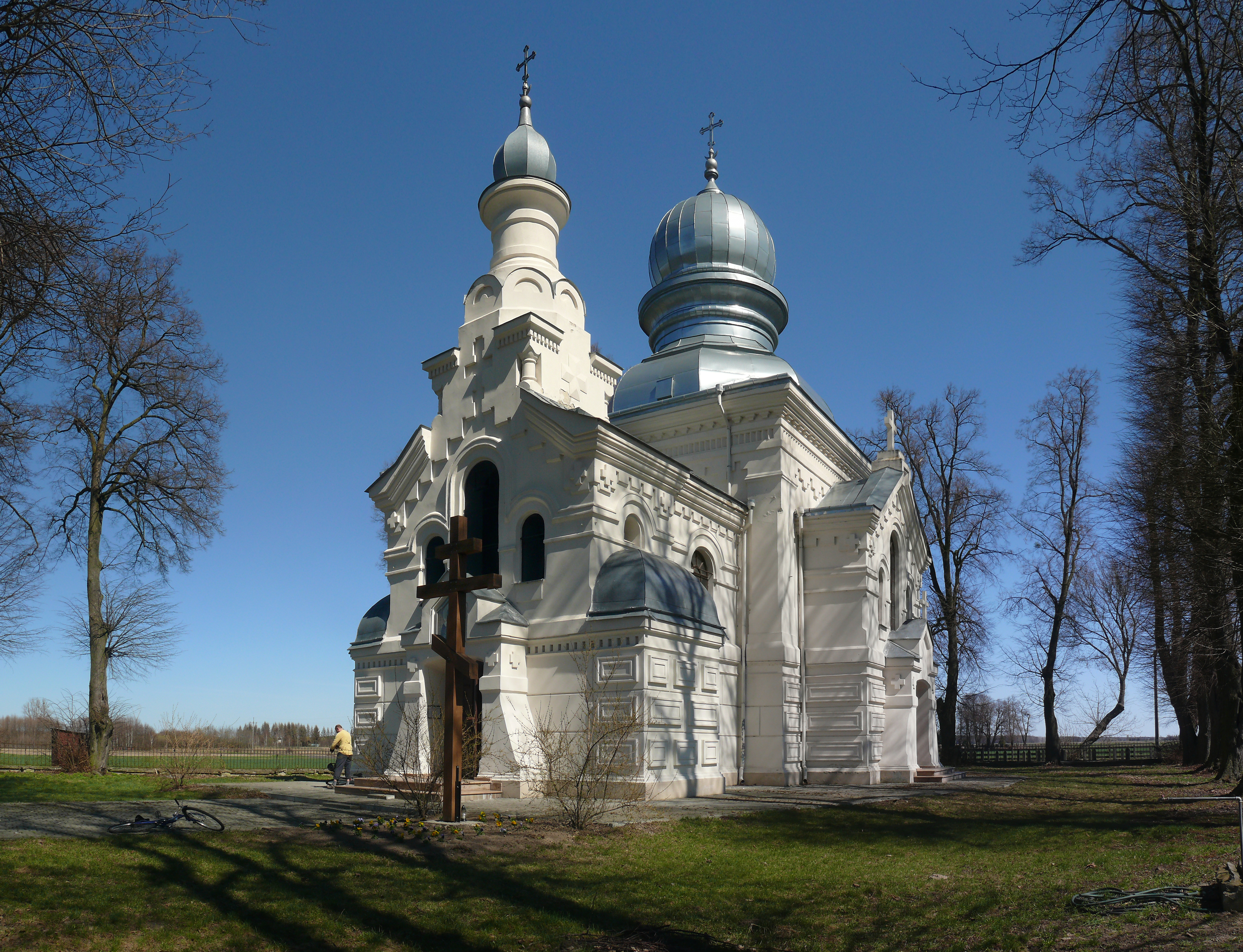
Никольская церковь в Дратове

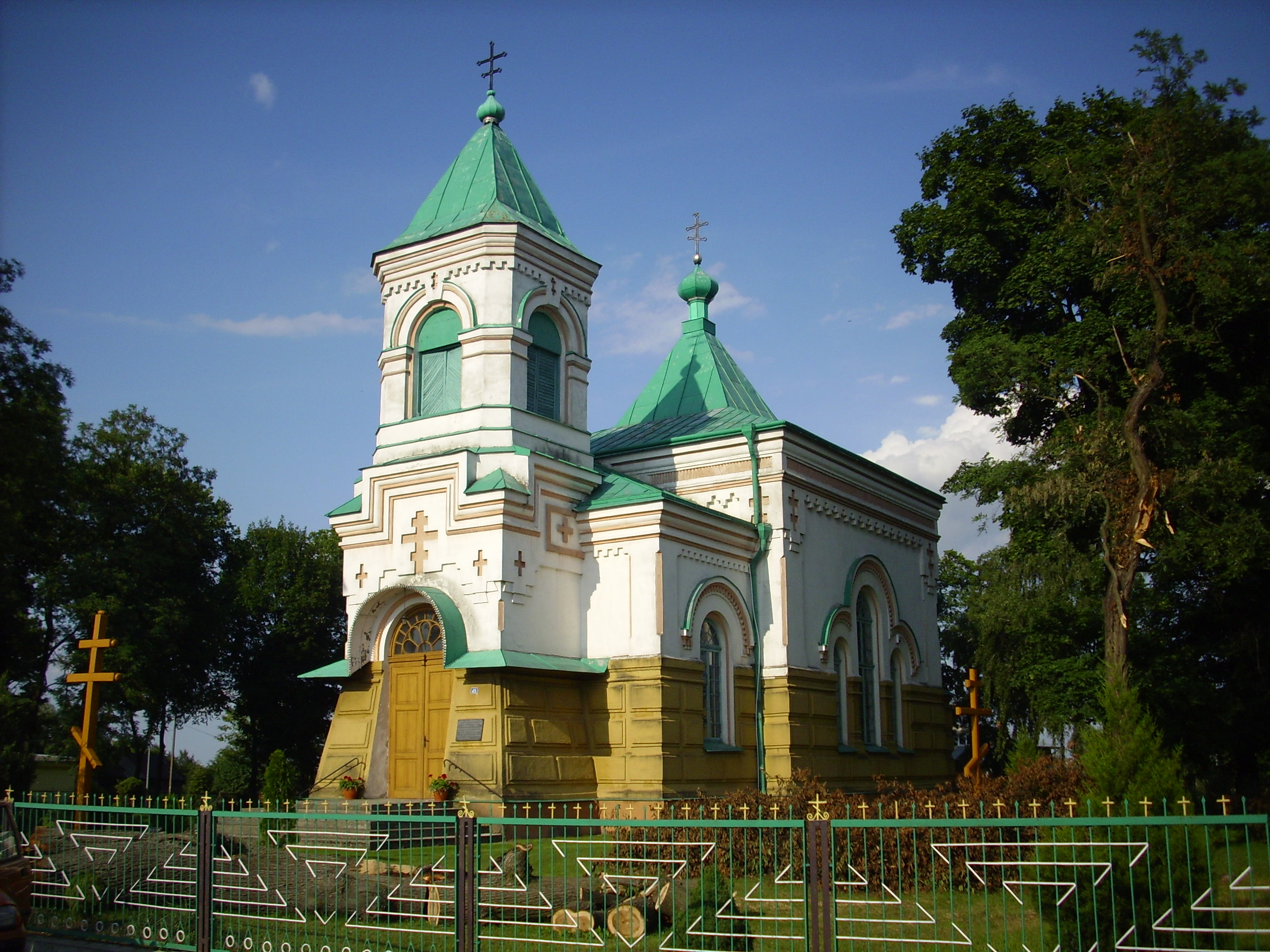
Покровская церковь в Кобылянах

### Смоленск
- Здание вокзала;
- Административное железнодорожное здание;
- Здание мужской гимназии;
- Несколько жилых домов и реставрация одной из крепостных башен в Смоленске.

### Киев
- Удельная контора в Мариинском парке. Улица Грушевского, 7 (1871—1876, по присланному проекту);
- Дворянское собрание на Крещатике (1876—1877);
- Водонапорная башня (1879), иконописная школа и мастерские (1880—1885), гостиница для размещения богомольцев (не сохранилась) — в Киево-Печерской лавре;
- Особняк Р. Штейнгеля. Бульварно-Кудрявская улица, 27 (1877—1879);
- Особняк жены Лазаря Бродского С. Бродской (перестройка). Институтская улица, 12 (1879);
- Жилой дом. Владимирская улица, 34 (1870-е, надстроен);
- Жилой дом В. Беца. Улица Леонтовича, 7 (1882, соавтор В. Катериничев; надстроен 4-й этаж в 1910-е годы);
- Усадьба Ф. Михельсона[укр.]. Пушкинская улица, 35 (1884—1885);
- Доходный дом. Пушкинская улица, 35 (1884);
- Жилой дом. Владимирская улица, 25.
- Жилой дом. Владимирская улица, 27.
- Доходный дом купца Ф. Михельсона. Владимирская улица, 47 (1889—1890, соавтор А. Шиле).

### Привисленский край
По его планам в Привисленском крае было построено тринадцать и реконструировано более шестидесяти церковных зданий для Русской Православной Церкви — в русско-византийском стиле.
- Никольская церковь[пол.] в Дратове;
- Покровская церковь[пол.] в Кобылянах;
- церковь Рождества Богородицы[пол.] в Тышовце (не сохранилась);
- Храм Святых Кирилла и Мефодия[пол.] в Хелме (не сохранился);
- Петропавловская церковь[пол.] в Сосновице;
- Никольская церковь[пол.] в Радоме;
- Проект нового собора в Варшаве[1].

### Другие места
- Церковь-усыпальница Н. И. Пирогова в усадьбе Вишня (ныне часть Винницы) (1885);
- Крест на могиле Тараса Шевченко на Тарасовой горе в Каневе;
- Ремонт ряда сооружений дворцового ансамбля в Тульчине на Подолье (1874—1876);
- Проект перестройки собора в Гродно[1].